# Ian Greenberg
Ian Greenberg (Montréal, 15 giugno 1942 – Montréal, 10 gennaio 2022) è stato un dirigente d'azienda canadese.
Fu cofondatore di Astral Media Inc., di cui fu anche presidente e amministratore delegato dal 1996.

## Biografia

### Studi e carriera
Ian Greenberg si laureò quale studente del corso di Gestione Avanzata dell'Harvard Business School.
Insieme con i suoi tre fratelli, Harold Greenberg, Harvey Greenberg, e Sidney Greenberg, fondò Astral Media nel 1961.
Sotto la sua guida, l'azienda, che aveva iniziato come azienda di specialità fotografica, riuscì a evolversi nel 1990 in una società di media.
Astral ha oggi più di 2.800 dipendenti in otto province canadesi. Sotto la guida di Greenberg, Astral crebbe fino ad operare con 84 stazioni radio e 24 canali televisivi a pagamento e di specialità. La compagnia è attiva inoltre in 100 siti web.
Il 16 marzo 2012 fu annunciato che Astral ha accettato un'offerta da Bell Media, una filiale di BCE Inc., per l'acquisto della compagnia per $3.38 miliardi.

### Altre attività
Ian Greenberg fu un membro del Consiglio canadese degli Amministratori Delegati e governatore del Jewish General Hospital di Montreal. Fu anche membro del consiglio di amministrazione di Cineplex Inc.

## Premi
- 1993: Eleanor Roosevelt Humanities Award, co-premiato con suo fratello[6]
- 2007: Ted Rogers and Velma Rogers Graham Award[6]
- 2008: Introdotto nella Canadian Association of Broadcasters' Hall of Fame[6]